# 허들

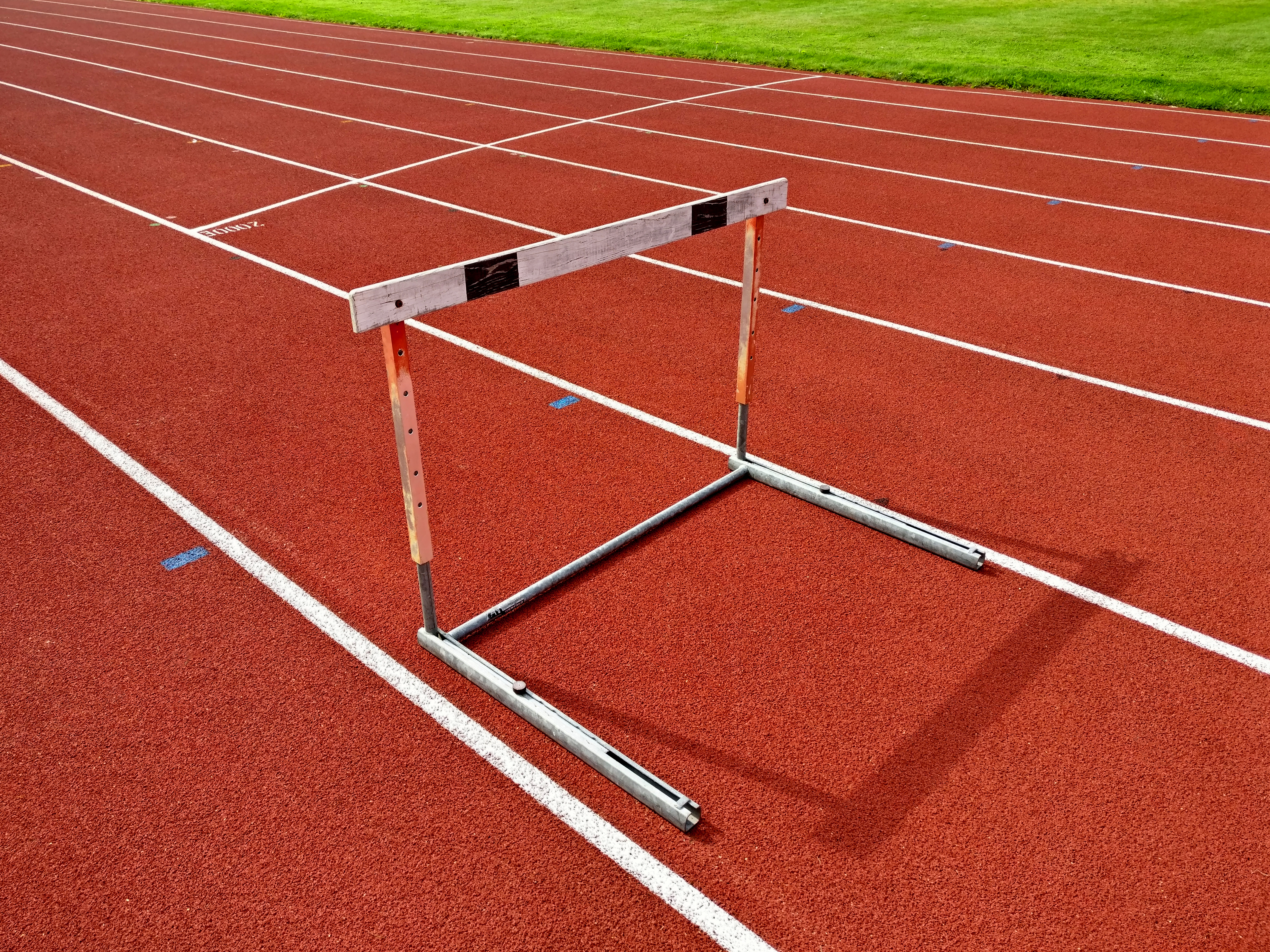
허들

허들(영어: hurdle)은 육상의 허들 경주에서 사용되는 도구이다. 바의 길이는 118 ~ 120cm, 높이 70mm, 두께 10 ~ 25mm이다.
전통적인 허들은 욋가지로 만들어졌으나 현대의 디자인은 대개 금속으로 제작된다. 가축 관리용으로도 사용된다.

## 갤러리

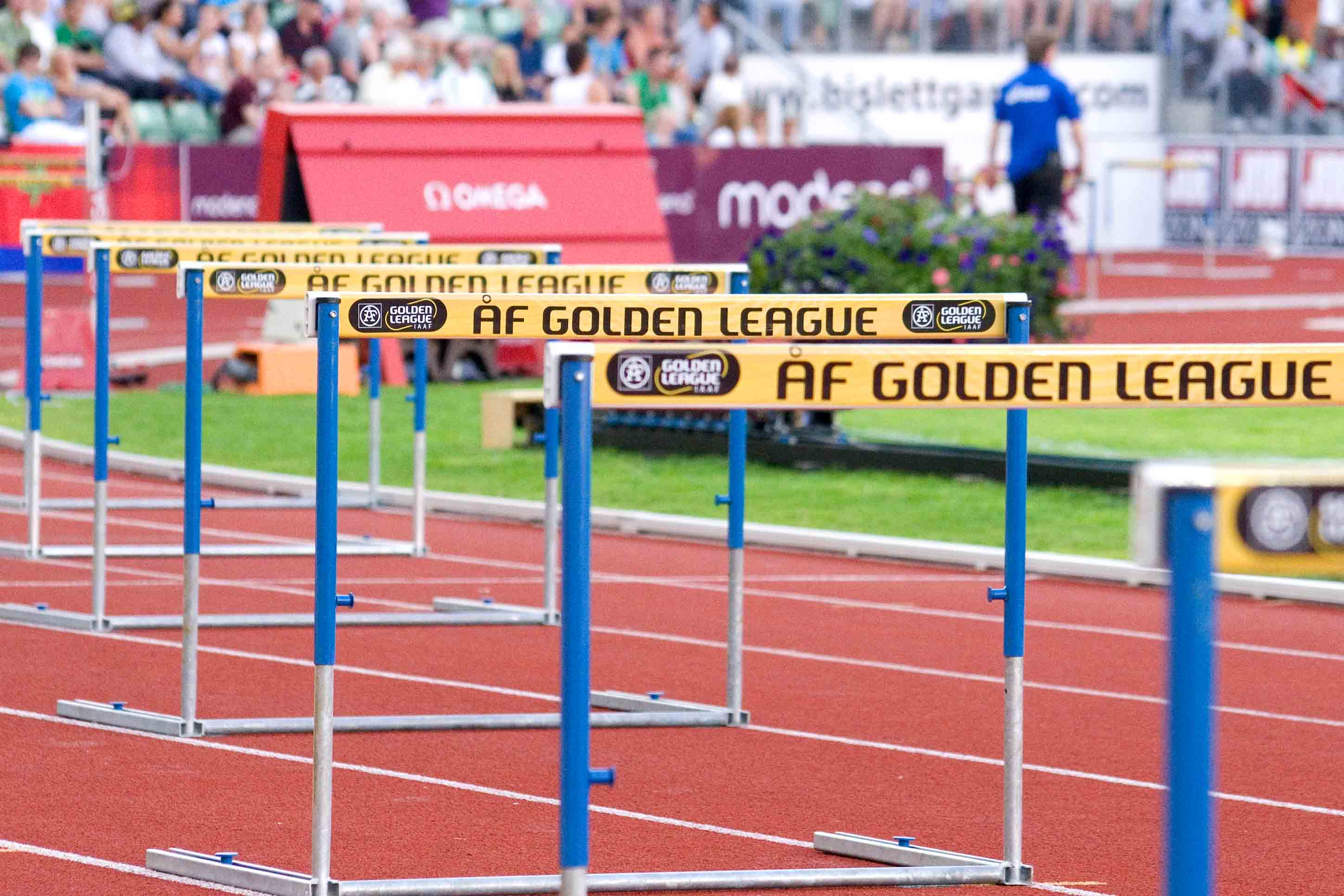
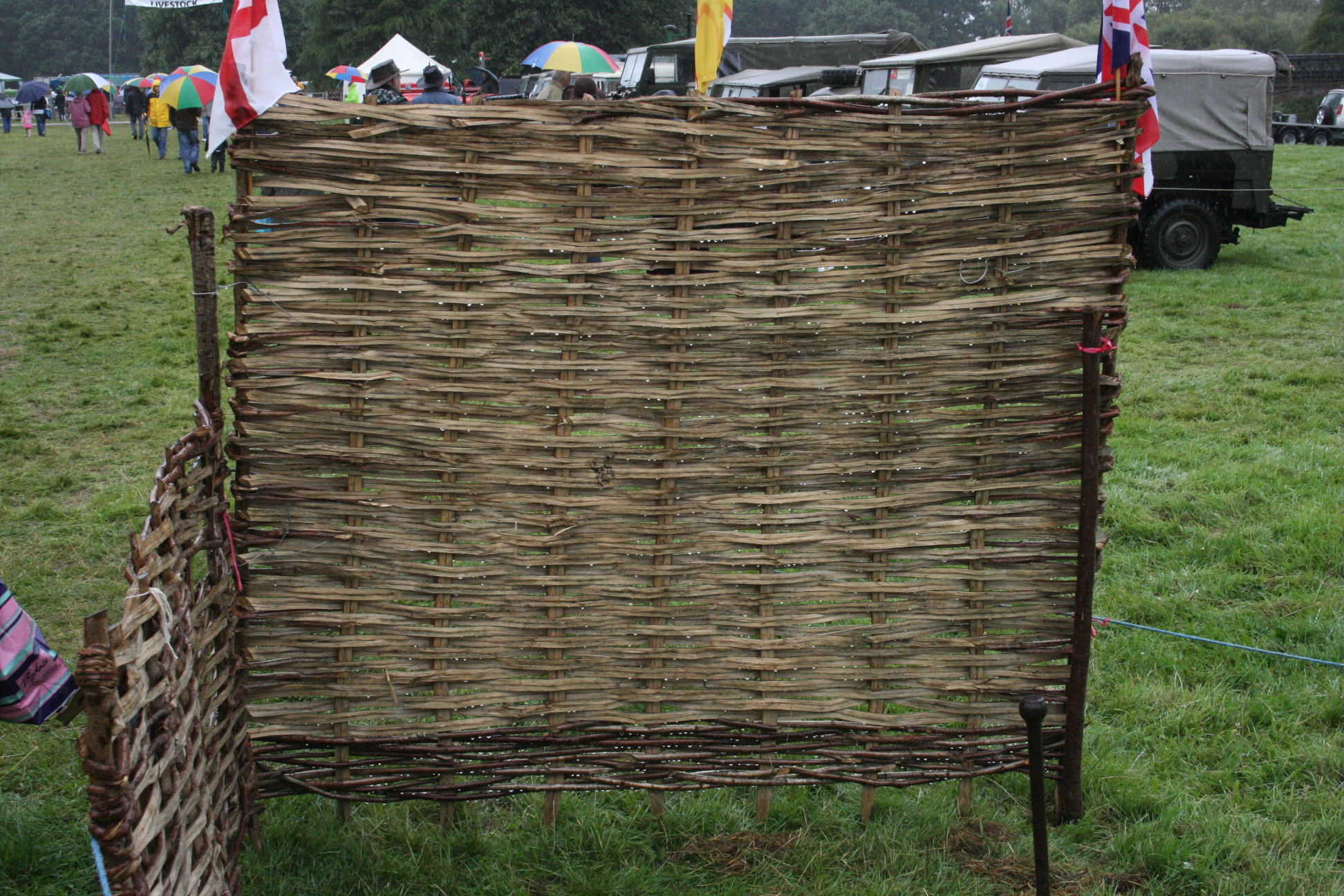
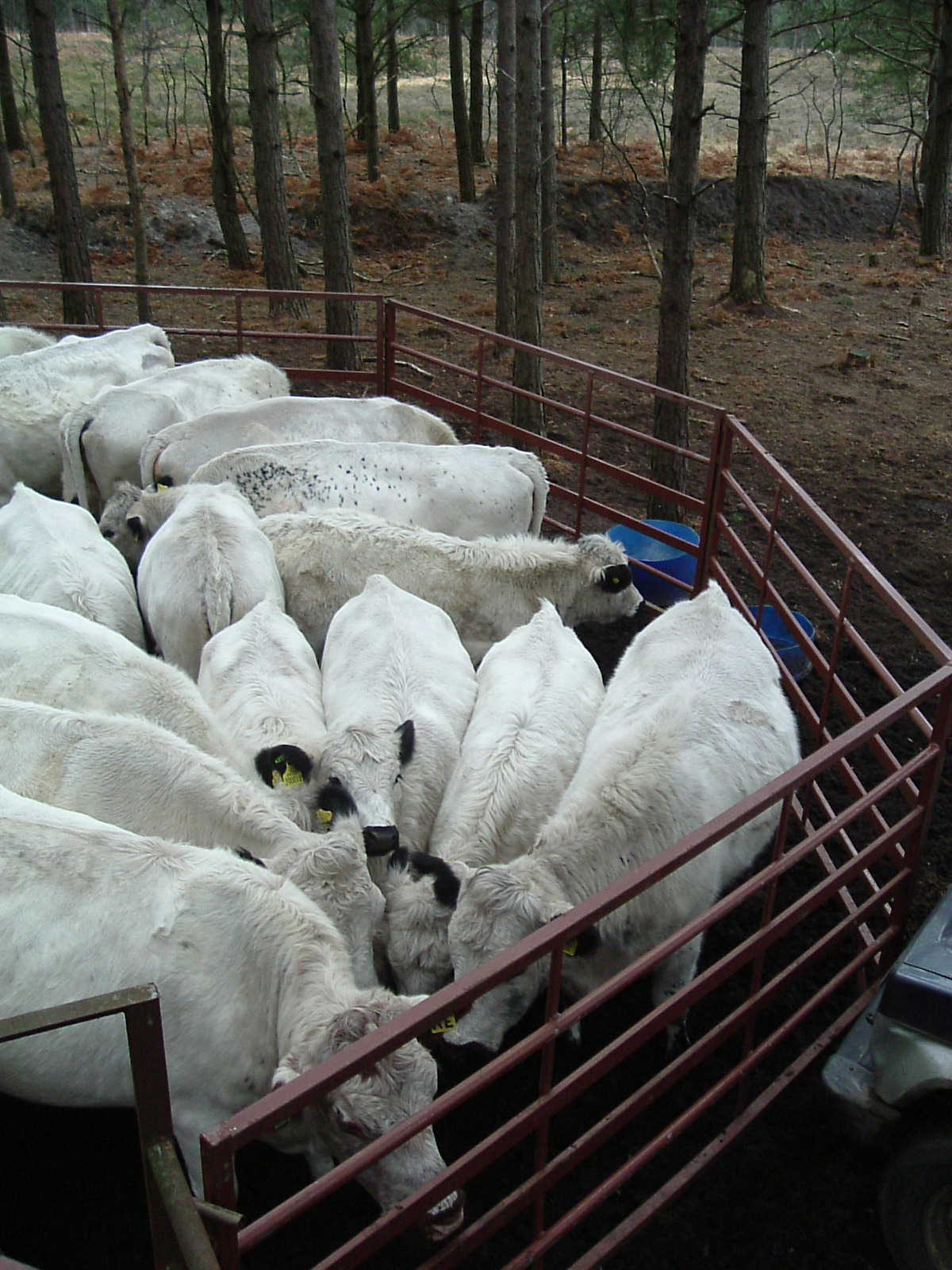

## 같이 보기
- 초벽